# 博愛醫院歷屆總理聯誼會鄭任安夫人學校

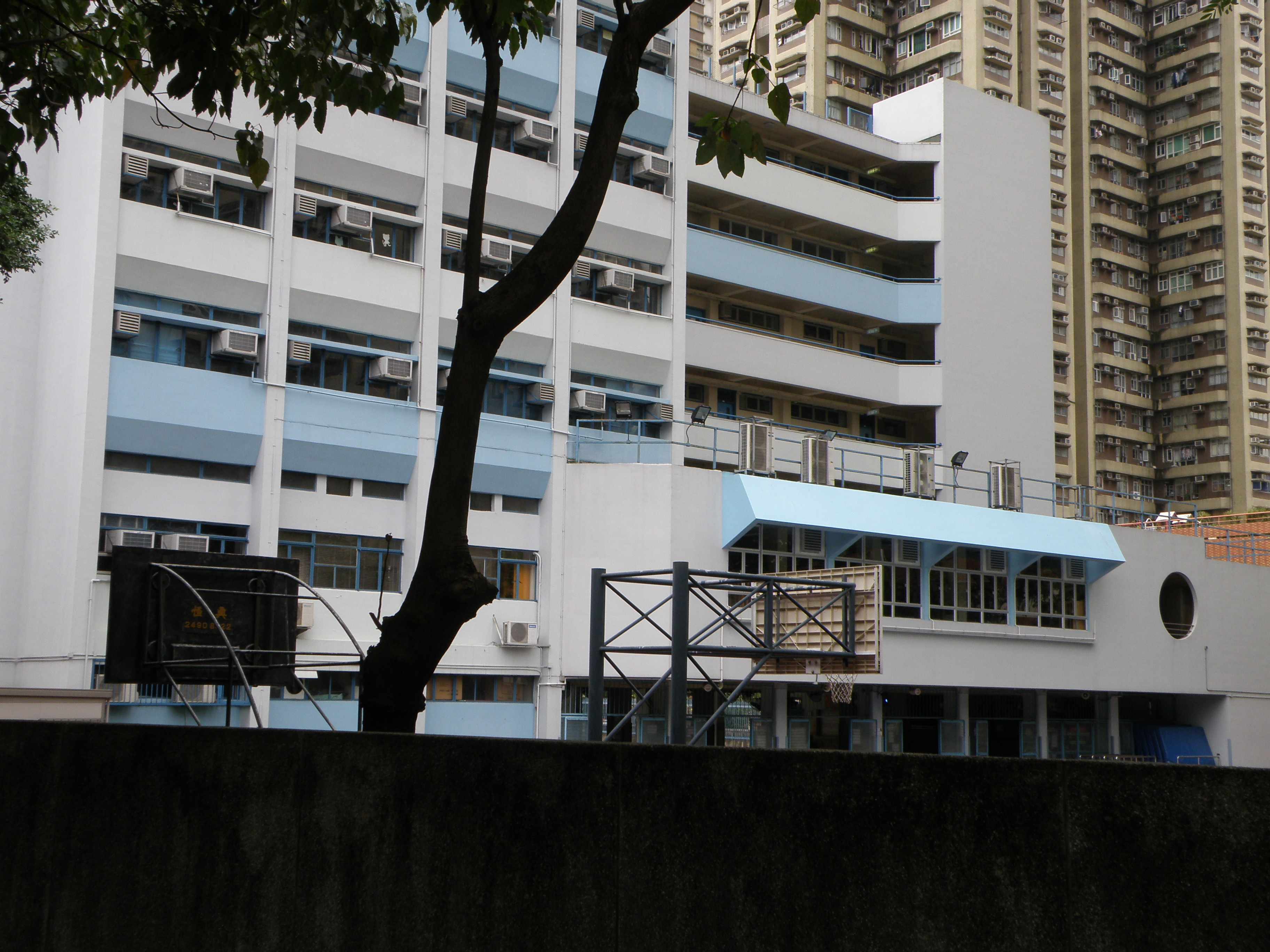
校舍北面

博愛醫院歷屆總理聯誼會鄭任安夫人學校（英語：A.D. & F.D. of Pok Oi Hospital Mrs. Cheng Yam On School）位於香港屯門屯利街三號，鄰近屯門市中心。

## 歷史
此校於1985年創校，初年設有上午校及附設的「下午部」，直至1988年下午校才從上午校剝離。
由於現址空間不足以將上、下午校合併為一間全日制小學。因此，此校於2001年為下午校申請另一所位於掃管笏的校舍，並獲批准。隨著供下午校分拆的校舍於2003年建成，上午校於現址改為全日制，下午校則遷出，並定名為鄭任安夫人千禧小學。

## 歷屆行政人員

### 校監
- 鄭任安 先生（1985年-2015年7月26日，創校校監及贊助人；任內離世）
- 黃啟泰 先生（2015年7月27日起，現任校監）

### 校長
- 鄭登友 先生（1985年-1999年，創校校長；1985-88年間兼任附屬下午部校長）
- 張漢華 先生[3]（1999年-2011年；2003年起為全日制校長）
- 鄭筱薇 女士（2011年起，現任校長）

## 校訓
「博、愛、行、仁」

## 著名教師
- 陳子瑛：香港前補教名師，遵理學校創辦人之一及總校長（1987年至1990年；體育及數學科）

## 著名/傑出校友
該校於2003年創立校友會，以下為部分校友：
- 葉文斌，MH：Pacific Coffee董事、香港屯門區議會屯門東選區區議員、民建聯副秘書長[4]
- 袁鎮業：香港男演員（1999年）[5]
- 葉俊遠：香港政治人物、屯門區議會地區委員會界別議員、民建聯司法及法律事務副發言人[4]
- 練美娟：香港女藝人、ViuTV節目主持及演員[6]

## 外部連結
學校網站（页面存档备份，存于）